# 水上木製コースターレジーナII
水上木製コースター レジーナII（すいじょうもくせいコースター レジーナドゥーエ）は、東武動物公園にあるローラーコースター。

## 概要
東武動物公園は1990年代頃から木製コースターの導入を検討し、当時埼玉県では木製コースターの建設が許可されていなかったため、やむを得ず鉄製で木製をイメージした塗装を施した「マウントロッキーコースター」を1989年に導入し、その後1995年頃から若者向けの新規アトラクション案として再度建設が検討された。その中で、東武動物公園と同じ「自然との調和」をコンセプトとしたアトラクションとして木製コースターの計画が立案され、1998年3月に最終承認された。米スタンド社設計・インタミン社製で、1999年1月に着工し、建設にあたっては既設の遊具に影響しない広大な敷地に乏しかったことから公園出入り口付近の池の水上に建設する事となり、池の水を抜いて池底を作業場に用い木材加工や組み立てを行う形とし、8月には台風の影響による豪雨で資材やクレーンが浸水し作業の停滞も生じた。
かつて存在していた笠原沼に由来する広い水辺を有効活用してスリルや美しさを演出すべく、かつてのボート池を用いて世界初の水上木製コースターとして2000年3月18日に「水上木製コースターレジーナ」（以下・初代）として開業した。
総工費は27億円、住宅約600戸相当のサザンイエローパイン材を用いた。日本の木製コースターでは完成当時ナガシマスパーランドの「ホワイトサイクロン（2018年営業終了）」、城島高原パークの「ジュピター」に続き3番目の規模であった。コース構成は当初公園の出入口に近い手前側の部分に最高地点を置く計画とするも「大きな壁がそびえるようで景観があまり良くない」といった印象を与えることが危惧され、180度回転させる形で起伏の激しい部分を出入口手前側・最高地点を奥側に置く形とした。
名称はイタリア語で「女王」を意味し、全国公募で3万通の名称案の中から選ばれ「コースターの芸術的な建築美が神々しく深遠な美しさに通じる」「広く大衆に親しまれ長く愛される」「語感も新鮮で華麗な響きで緑豊かな水上木製コースターに最適」といった意図が込められた。考案者は当時の幼稚園児だった。初代の営業時には水上にそびえる外観を女性が横たわった姿になぞらえたテレビCMも放映された。キャッチコピーは「コワイなんてヒドイ。」「こんなにガクガクしたの、初めて…。」「美しスリル。」の3種類。
初代車両は1両あたり4名×7両編成の28人乗り。開業当初は青・赤・緑の3編成だったが、2009年にデザインをリニューアルし、それぞれオリオン・ヘリオス・グリーンアースと名称が付いた。また2017年には再度デザインが変更され、黒と赤を基調とした車両と、紫とピンクを基調とした車両の2編成で運行していた。
コース上にある照明を落とし真っ暗なコースを走行する「暗黒レジーナ」「ホラー・ザ・レジーナ」などのイベントも行われた。
2019年7月1日からの定期点検にて車両の経年劣化が認められ、予備車両不足や新規調達に多くの時間と費用がかかる懸念から存続を断念、運転が再開されることなく8月9日をもって営業を終了。開業から19年間で延べ380万人が乗車した。なお初代車両のうち黒と赤を基調とした編成の先頭車両が営業終了後、新滑空水上コースターカワセミの乗り場の近くにフォトスポットとして設置されたが、2023年6月7日に撤去された。

### リニューアル
営業終了後もコースは存置され、走路が傷むことを防ぐため定期的に試運転も行われていたが、2021年11月19日に再開計画が発表された。SNSなどで復活を求める声があったこともありリニューアル計画を策定し、「復活」「発展」をコンセプトに据え、既存のコースを生かした形で産業革命時代の世界観をイメージした「スチームパンク」をテーマとし横たわる女性の像や蒸気機関をイメージした壁などの外装をあしらうほか、安全性の向上も行い車両は4人乗り7両編成から2人乗り12両編成に変更し、滑らかな走行を目指すとした。
2022年12月、リニューアル後の名称が「水上木製コースターレジーナII（ドゥーエ）」に決定、これに併せて新しいロゴも発表された。キャッチコピーは「女神(レジーナ)、再降臨。」
リニューアルではサノヤス・ライドからの提案を受けて日本初導入となるグレート・コースターズ・インターナショナル（GCI）社製の車両「Millennium Flyer」を新たに導入し 、またGCI社との協力で一部走路木材の交換や制御・オペレーション・ブレーキシステムの更新も行い乗車ホームへのオートゲート導入も行われ総工費10億円が投じられた。
車両は従来の1車両4人乗りの7両編成から1車両2人乗りの12両編成となったことで繋ぎ目が増え、それにより従来より滑らかに走る上に、走行時の音が静かになった。また、静粛性を強化するためにレール下の素材も交換されたほか、親会社の東武鉄道と同じ安全思想で設計したことから、自動ホームドアも新たに設置された。
赤・青の2編成の新車両が12月中旬にアメリカを出航し、翌年2月に納入され試運転を開始。当初は3月18日に開業する予定であったが、雨天のため終日運休となりホームで車両公開を行うのみとし、翌日19日に営業運転を開始。広報用のキービジュアルには六七質によるイラストが用いられた。